# 把荷乡
把荷乡，是中华人民共和国广西壮族自治区崇左市天等县下辖的一个乡镇级行政单位。

## 行政区划
把荷乡下辖以下地区：
把荷村、怀安村、旺仁村、吉兰村、把兰村、巴龙村、万合村和那样村。